# 木部保護着色剤

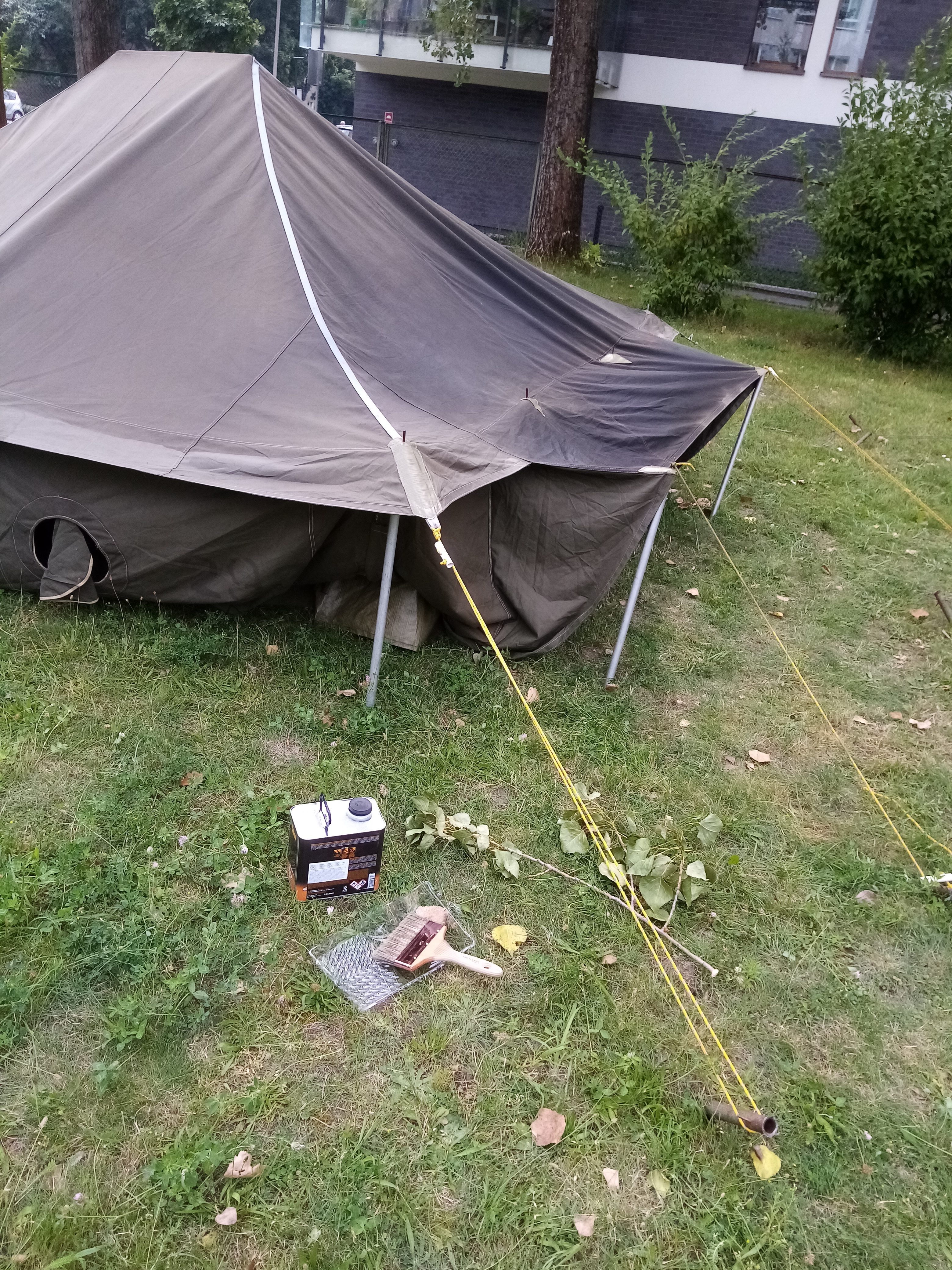
木部保護着色剤

木部保護着色剤（もくぶほごちゃくしょくざい）とは、屋外に設置する、あるいは設置してある木製の、ウッドデッキ、木製の柵、遊具、ガーデニング用品を着色・保護し、素材（木材）の劣化を防ぎ、かつ、木目をつぶさない仕上げのできる塗料のこと。ペンキ(エナメル)とは、違い木であることが分かる。
一般に液状で、溶剤の揮発・乾燥によって固化・密着し、表面に塗膜を形成せずに保護するもの。
最近では、環境に配慮して溶剤で希釈するものから水で希釈できるものに替えた塗料が多くなって来ている。
木部に浸透させて性能が発揮されるため、木部にペンキなどの被膜がある場合は、除去してから作業する必要がある。

## 使用目的
- 木部の保護
- 美観

## 主成分
- 塗膜形成成分（不乾性油～乾性油（天然樹脂・ボイル油等）、合成樹脂（アクリル・ウレタン・アルキド等）などが用いられる）
- 添加剤(紫外線吸収剤、酸化防止剤、防腐剤、防蟻（虫）剤、防かび剤、撥水剤、金属ドライヤーなど)
- 溶剤、水（流動性の調整）
- 顔料（着色及び保護の為）主に無機顔料（酸化鉄）が使われる。

## 代表的な製品
- ガードラック（和信化学工業）
- キシラデコール（日本エンバイロケミカルズ）
- シッケンズ（トーヨーマテリア㈱）
- バトン（大谷塗料）
- ウッドパーフェクト（和信ペイント）
- ノンロット（三井化学産資）